# Mångfingerört
Mångfingerört (Potentilla multifida) är en växt i fingerörtssläktet som förekommer i norra delar av Eurasien och Nordamerika samt i olika bergstrakter.
Örten är flerårig och når en höjd av 10 till 40 cm. Arten bildar vanligen tuvor och på stjälkar, blomskaft och foder förekommer som regel tätt sittande gråvita hår. Även på bladens undersida finns täta gråa hår och bladen har en mörkgrön ovansida. Blomman har 5 till 7 gula kronblad. Allmänt är variationen stor mellan olika populationer.
Arten är vanligast i södra Sibirien, norra Mongoliet och Nordamerika men även där är populationerna glest fördelade. Andra ursprungliga populationer registrerades i Pyrenéerna, i Alperna, på Kolahalvön, i ryska Karelen och i Norrbottens län i Sverige. Beståndet i Finland är förvildade exemplar från odlingar.
Mångfingerört växer främst på klippiga slänter som är riktade mot syd. Marken är vanligen rik på kalk.
Arten är fridlyst i Sverige.